# Episodi di Buzz Lightyear da Comando Stellare (prima stagione)
La prima stagione di Buzz Lightyear da Comando Stellare è andata in onda negli Stati Uniti nel 2000 ed è composta da 52 episodi.
Nella numerazione è incluso il film pilota Buzz Lightyear da Comando Stellare - Si parte! che costituisce i tre episodi pilota della serie che vanno collocati, cronologicamente, prima di L'armata Torque per un totale di 65 puntate.
Le due stagioni furono trasmesse negli Stati Uniti contemporaneamente su due canali diversi e man mano che gli episodi venivano prodotti, per cui la data di messa in onda delle puntate non combacia sempre con la data di produzione e la cronologia della trama. Inoltre 4 episodi non furono trasmessi.
La puntata Super Nova fu eliminata dalla trasmissione quando questa andò in onda su Toon Disney per il suo contenuto: la trama ruota intorno ad un potere che Mira acquisisce per esposizione a una fonte di energia, Mira lo vede benefico e produttivo e sente il bisogno di ricaricarsene in continuazione, senza farne più a meno. Questa situazione è paragonabile a una tossicodipendenza e scopo della puntata era mettere lo spettatore in guardia contro la dipendenza da sostanze, ma gli effetti apparentemente benefici della dipendenza rendevano il messaggio ambiguo, per cui si decise di non ritrasmetterla. Furono cancellati anche gli episodi Braccio destro assassino e Complotto a causa della trama, in riferimento agli attentati dell'11 settembre 2001.
| Numero episodio | Titolo originale             | Titolo italiano                  | Data originale | Data italiana |
| --------------- | ---------------------------- | -------------------------------- | -------------- | ------------- |
| 01              | The Adventure Begins: Part 1 | Si parte! (prima parte)          | 08/08/2000     | 16/04/2001    |
| 02              | The Adventure Begins: Part 2 | Si parte! (seconda parte)        | 08/08/2000     | 16/04/2001    |
| 03              | The Adventure Begins: Part 3 | Si parte! (terza parte)          | 08/08/2000     | 16/04/2001    |
| 04              | The Torque Armada            | L'armata Torque                  | 02/10/2000     | 05/01/2002    |
| 05              | Gravitina                    | Gravitina                        | 03/10/2000     | 16/02/2002    |
| 06              | XL                           | XL                               | 04/10/2000     | 23/02/2002    |
| 07              | Little Secrets               | L'elettropianta                  | 05/10/2000     | 02/03/2002    |
| 08              | Inside Job                   | Braccio destro assassino         | 06/10/2000     | 09/03/2002    |
| 09              | NOS-4-A2                     | Vampiro d'energia                | 08/10/2000     | 12/01/2002    |
| 10              | The Planet Destroyer         | I pianeti perduti                | 09/10/2000     | 16/03/2002    |
| 11              | The Beasts of Karn           | Allarme bracconieri              | 10/10/2000     | 08/06/2002    |
| 12              | Tag Team                     | Amici di un tempo                | 11/10/2000     | 06/04/2002    |
| 13              | The Main Event               | Battaglia in diretta             | 12/10/2000     | 13/04/2002    |
| 14              | The Return of XL             | Il ritorno di XL                 | 13/10/2000     | 19/01/2002    |
| 15              | Strange Invasion             | Invasione di pace                | 15/10/2000     | 20/04/2002    |
| 16              | The Taking of PC-7           | Booster alla riscossa            | 16/10/2000     | 15/06/2002    |
| 17              | Mindwarp                     | Lavacervello                     | 17/10/2000     | 22/06/2002    |
| 18              | Mira's Wedding               | Un matrimonio contestato         | 18/10/2000     | 29/06/2002    |
| 19              | Panic on Bathyos             | Attacco ai senza branchie        | 19/10/2000     | 06/07/2002    |
| 20              | Shiv Katall                  | Shiv Katall                      | 20/10/2000     | 26/01/2002    |
| 21              | Stress Test                  | Vacanze forzate                  | 22/10/2000     | 18/05/2002    |
| 22              | A Zoo Out There              | Uno zoo nello spazio             | 23/10/2000     |               |
| 23              | Root of Evil                 | Radici malvagie                  | 24/10/2000     |               |
| 24              | Super Nova                   | Super Nova                       | 25/10/2000     |               |
| 25              | Downloaded                   | Scarica tutto!                   | 26/19/2000     |               |
| 26              | The Plasma Monster           | Booster innamorato               | 27/10/2000     | 23/03/2002    |
| 27              | The Crawling Flesh           | Mostri lumacosi                  | 29/10/2000     | 02/02/2002    |
| 28              | Dirty Work                   | Botanica spaziale                | 30/10/2000     | 09/02/2002    |
| 29              | The Slayer                   | Scaricate quel vampiro           | 31/10/2000     | 06/01/2002    |
| 30              | The Lightyear Factor         | Ma il male non vince mai?        | 01/11/2000     | 13/01/2002    |
| 31              | Clone Rangers                | Cloni pestiferi                  | 02/11/2000     | 20/01/2002    |
| 32              | Bunzel Fever                 | Febbre da bunzel                 | 03/11/2000     | 27/01/2002    |
| 33              | Develoutionaries             | Gli involuzionari                | 05/11/2000     | 03/02/2002    |
| 34              | Head Case                    | Un problema di testa             | 06/11/2000     | 17/02/2002    |
| 35              | The Yukari Imprint           | Proprio tutti il loro papà       | 07/11/2000     | 27/04/2002    |
| 36              | The Shape Stealer            | Il rubaforma                     | 08/11/2000     | 21/04/2002    |
| 37              | Star Crossed                 | Destini incrociati               | 09/11/2000     | 10/02/2002    |
| 38              | Haunted Moon                 | Un fantasma incompreso           | 10/11/2000     | 04/05/2002    |
| 39              | Stranger Invasion            | Bambolina alla riscossa          | 12/11/2000     | 11/05/2002    |
| 40              | Eye of the Tempest           | Un cuore... di cristallo         | 13/11/2000     | 25/05/2002    |
| 41              | Revenge of the Monsters      | Lupi wattary alla riscossa       | 14/11/2000     | 20/10/2001    |
| 42              | Lone Wolf                    | Lupo solitario                   | 15/11/2000     |               |
| 43              | Planet of the Lost           | Il pianeta degli schiavi         | 16/11/2000     |               |
| 44              | Revenge of the Raenoks       | Quel gran cocco di mamma di Varg | 17/11/2000     |               |
| 45              | The Starthought              | Lo stellarpensiero               | 18/11/2000     |               |
| 46              | Millennial Bugs              | Inedito                          | 20/11/2000     |               |
| 47              | Conspiracy                   | Complotto!                       | 21/11/2000     |               |
| 48              | At Large on a Small Planet   | No al progresso                  | 23/11/2000     |               |
| 49              | Sunquake                     | Inedito                          | 24/11/2000     |               |
| 50              | First Missions               | Me lo ha insegnato Buzz          | 26/11/2000     |               |
| 51              | Large Target                 | Grosso bersaglio                 | 27/11/2000     |               |
| 52              | War, Peace and War           | Guerra, pace e guerra            | 29/11/2000     |               |